# 뒤나모 드레스덴
뒤나모 드레스덴(SG Dynamo Dresden)은 독일 작센주의 도시 드레스덴을 연고로 하는 축구 팀이다. 이 클럽은 1953년 동독의 국가 비밀 경찰 소속 축구단으로 창단했으며 DDR 오버리가에서 8번 우승을 차지하는 등 동독에서 가장 인기 높은 축구 클럽 가운데 하나이자 동독에서 성공한 축구 클럽 가운데 하나로 손꼽혔다.
뒤나모 드레스덴은 동서독 통일 이후인 1991년부터 1995년까지 분데스리가에서 활동했지만 클럽은 점차 몰락의 길을 걷게 되었고 현재는 3. 리가에 참가하고 있다.

## 성적
- 3. 리가: 우승 2회 (2015-16, 2020-21)
- DDR 오버리가: 우승 8회 (1953, 1971, 1973, 1976, 1977, 1978, 1989, 1990)
- FDGB-포칼: 우승 7회 (1952, 1971, 1977, 1982, 1984, 1985, 1990)
- UEFA컵: 준결승 진출 1회 (1989)
- NOFV-오버리가: 우승 1회 (2002)
- 작센컵: 우승 3회 (2003, 2007, 2009)
- 독일민주공화국 청소년 축구 선수권 대회: 우승 2회 (1982, 1985)

## 선수 명단

### 현역
참고: FIFA 자격 규정에 따라 소속된 국가대표팀 국기를 표시합니다. 선수는 복수의 FIFA 비회원국 국적을 가지고 있을 수 있습니다.
| 번호 | 포지션 | 국적     | 이름                    |
| ---- | ------ | -------- | ----------------------- |
| 2    | DF     |          | 박규현                  |
| 15   | DF     | 스리랑카 | 클라우디오 캄머크네히트 |

| 번호 | 포지션 | 국적 | 이름 |
| ---- | ------ | ---- | ---- |

## 역대 감독
| 감독              | 임기        |
| ----------------- | ----------- |
| 지크프리트 헬트   | 1993 ~ 1995 |
| 호르스트 흐루베슈 | 1994 ~ 1995 |